# باقی پولت را بشمار
باقی پولت را بشمار (انگلیسی: Count Your Change) یک فیلم کمدی صامت کوتاه به کارگردانی آلفرد جی. گلدینگ است که در سال ۱۹۱۹ منتشر شد.

## بازیگران
- هارولد لوید
- اسناب پالرد
- ببه دنیلز
- سمی بروکس
- لایج کانلی
- والاس هاو
- باد جیمیسون
- دی لمپتون
- ماری موسکینی
- فرد سی. نیومیر
- جیمز پروت